# Schusteria
Schusteria là một chi rêu trong họ Lejeuneaceae.